# Кочан (Благоєвградська область)
Ко́чан (болг. Кочан) — село в Благоєвградській області Болгарії. Входить до складу громади Сатовча.

## Населення
За даними перепису населення 2011 року у селі проживали 2615 осіб.
Національний склад населення села:
| Національність   | Кількість осіб | Відсоток |
| ---------------- | -------------- | -------- |
| болгари          | 1390           | 92,4 %   |
| цигани           | 44             | 2,9 %    |
| турки            | 4              | 0,3 %    |
| інша             | 52             | 3,5 %    |
| не визначились   | 15             | 1,0 %    |
| Всього відповіли | 1505           |          |

Розподіл населення за віком у 2011 році:
Динаміка населення: